# الإقليم الأوروبي للمرشدات
الإقليم الأوروبي للمرشدات هو المكتب الإقليمي للجمعية العالمية للمرشدات وفتيات الكشافة، الذي يدعم المرشدات وفتيات الكشافة في أوروبا، بما في ذلك الجمهوريات السوفيتية السابقة من أرمينيا، أذربيجان، روسيا البيضاء، جورجيا، مولدوفا، روسيا، وأوكرانيا، ولكن بما في قبرص، على الرغم من الناحية الفنية ليست جزءا من أوروبا لأسباب ثقافية، وإسرائيل لتلك السياسية.
وقامت جميع الدول الشيوعية سابقا في وسط وشرق أوروبا والاتحاد السوفيتي أو النامية التوجيهية في أعقاب النهضة في المنطقة. وتشمل هذه ألبانيا، بلغاريا، ألمانيا الشرقية، المجر، بولندا، رومانيا، ودول خلفا لتشيكوسلوفاكيا ويوغوسلافيا ودول البلطيق المستقلة من الاتحاد السوفياتي السابق. من هذه، كانت بولندا وجمهورية التشيك والمجر الأكثر نجاحا في إعادة نمو حركات المرشدات ويتم تطويرها بشكل جيد للغاية، ويرجع الفضل في ذلك جزئيا إلى وجود تحركات مرشدات التطوير في المنفى عن الشتات من كل دولة.
هذه المنطقة هي النظير من الإقليم الكشفي الأوروبي للمنظمة العالمية للحركة الكشفية. في منطقة أوروبا للجمعية العالمية لديها علاقات قوية مع الإقليم الأوروبي من المنظمة الكشفية العالمية. كل من حافظ على منصبه وانضم في بروكسل لعدة سنوات، ونشرت نشرة شهرية تسمى إيروفاكس. حاليا المنطقتين تنشر «إيروباك» شهريا في موقع إيروباك أون لاين.
ليس هناك منطقة الرابطة المقابلة للمنظمة العالمية للالأوراسي منطقة الحركة الكشفية. وتنقسم دول الاتحاد السوفيتي بعد بين الجمعية العالمية-منطقة أوروبا ومنطقة الرابطة آسيا والمحيط الهادئ.